# Куринская ящерица
Куринская ящерица (лат. Darevskia portschinskii) — вид пресмыкающихся из рода скальных ящериц, семейства настоящих ящериц.
Видовой эпитет русского названия дан в честь реки Куры — крупнейшей реки Южного Кавказа, а латинского — в честь русского энтомолога Иосифа Алоизиевича Порчинского (1848—1916).
Выделяют два подвида: Darevskia portschinskii nigrita (Bakradze, 1976) и Darevskia portschinskii portschinskii (Kessler, 1878).

## Описание
Вид Darevskia portschinskii принадлежит к выделенной Оскаром Аррибасом кладе rudis наравне с Грузинской, Краснобрюхой ящерицами и ящерицей Валентина. Впервые был описан Кесслером в 1878 году по экземплярам из окрестностей Тбилиси. Голотип неизвестен.
Межчелюстной щиток не соприкасается с лобоносовым. Верхнересничные щитки отделены от надглазничных сплошным, иногда частично сдвоенным рядом из 8 — 18 зернышек. Хорошо развитый барабанный щиток в наиболее узком месте отделён от центральновисочного 2-5 увеличенными щитками. Воротник прямой, реже слабо зазубрен. Преанальный щиток один, крупный. Бедренных пор 14-22. Чешуя первой трети хвоста по бокам с сильно развитыми ребрышками.
Самцы крупнее самок, длина тела первых варьирует в пределах 17—23 сантиметров. Длина хвоста в среднем в 2 раза превышает длину туловища. Верхняя сторона тела окрашена в коричнево-серые цвета. По бокам тела проходят височные полосы, включающие 1—4 ряда светлых (голубых в районе груди) глазков, окружённых тёмным контуром. Брюхо, низ головы и горло в период размножения жёлто-оранжевые. У самцов в это время крайние ряды брюшных щитков синие.
Диагностическим признаком для D. portschinskii nigrita можно считать общее потемнение окраски по сравнению с D. portschinskii portschinskii.

## Ареал
Распространена в Армении, Грузии, Азербайджане. Обитает на высотах 300—1700 метров над уровнем моря. Основной ареал номинативного подвида сосредоточен вдоль правого берега долины средней реки Куры и оврагов её правых притоков в пределах Грузии, северной Армении и северо-западного Азербайджана. Существует крупная изолированная популяция в долине средней части реки Иори (левый приток реки Кура) на южных склонах Циви-Гомборского горного хребта. Второе изолированное поселение было обнаружено в юго-западном Азербайджане, в овраге реки Акера (часть бассейна реки Аракс). Ящерицы подвида D. p. nigrita встречаются в оврагах правых притоков реки Кура (реки Машавера в Грузии и Дзорагет в Армении).
На сегодняшний день из 27 двуполых видов рода Darevskia известно лишь четыре (D. portschinskii и D. valentini из клады Rudis и D. mixta и D. raddei из клады Raddei), образующих партеногенетические виды. Для D. portschinskii известны три зоны гибридизации (с D. raddei), в которых происходит гибридогенное видообразование.

## Экология
Населяет относительно засушливые зоны вдоль берегов рек и горных склонов с ксерофитной кустарниковой и травянистой растительностью. Обитает в скалистых ландшафтах, среди камней и выходов на поверхность твёрдых материнских пород. D. portschinskii является одним из наиболее сухолюбивых видов среди скальных ящериц. Оптимальная относительная влажность для данного вида не превышает в среднем 47—52 %.
В жаркие летние месяцы при длительном отсутствии осадков нередко наблюдается явление летней спячки, когда ящерицы на длительный срок прячутся в укрытиях и показываются на поверхность только после повышения влажности.
Выход из зимовки в районе Тбилиси происходит в начале-середине марта, выше в горах — с середины апреля.

### Питание
Преимущественно энтомофаги, могут питаться многоножками, пауками, моллюсками, червями. Рацион зависит от обилия той или иной группы насекомых и меняется по сезонам. Размеры добычи варьируют.

## Размножение
Двуполый вид. Спаривание происходит спустя 3—5 недель после выхода с зимовки, после первой весенней линьки. В июне — середине июля происходит откладка 2—5 яиц. Максимальные размеры яйца: 12×7 мм. Молодые особи из них появляются через полтора месяца.
Род Darevskia включает семь партеногенетических видов, каждый из которых был образован путём гибридизации двух родительских. На примере рода ящериц-бегунов (Cnemidophorus) было показано, что для каждого из партеногенетических видов ящериц характерно внутривидовое генетическое разнообразие, что связано с неоднократным возникновением, с мутациями или генетическими рекомбинациями в каждом из них. Примером такого партеногенетического вида у скальных ящериц может послужить D. dahli, отцовским двуполым видом которому послужил рассматриваемый в данной статье вид D. portschinskii, а материнским — D. mixta.
Единственным исключением среди генетически разнообразных партеногенетических видов является вид D. rostombekovi, что возникал лишь однажды, в результате гибридизации отцовского вида D. portschinskii и материнского D. raddei.